# Caloplaca livida
Caloplaca livida är en lavart som först beskrevs av Hepp, och fick sitt nu gällande namn av Antonio Jatta. Caloplaca livida ingår i släktet orangelavar, och familjen Teloschistaceae. Arten är reproducerande i Sverige.